# Юрченко, Андрей Иванович
Андре́й Ива́нович Ю́рченко (29 июня 1926, Ягубец — 25 августа 2007, Москва) — советский футболист, защитник. Мастер спорта СССР (1951).
Выступал за МВО, ленинградское и московское «Динамо».

## Карьера
После окончания войны стал выступать за клуб МВО. С 1948 по 1952 год сыграл не менее 40 матчей. В 1953 команду расформировали, и Юрченко перешёл в ленинградское «Динамо». За сезон он сыграл 8 матчей и в 1954 ушёл в московское «Динамо». Дебютировал в составе 7 мая в матче 7-го тура против куйбышевских «Крыльев Советов». С «Динамо» стал трёхкратным чемпионом СССР и финалистом Кубка СССР. Всего за команду сыграл 19 матчей, 14 в чемпионате и 5 в Кубке.

## Достижения
«Динамо» Москва
- Чемпион СССР (3): 1954, 1955, 1957